# Агафангел (Схолариос)
Митрополи́т Агафа́нгел Схола́риос (греч. Μητροπολίτης Αγαθάγγελος Σχολάριος, при рождении носил фамилию Гавриили́дис, греч. Γαβριηλίδης, также по месту рождения именовался Ма́гнис, греч. Μάγνης; 1818, Магнисия, Османская империя — 26 апреля 1893, Константинополь, Османская империя) — епископ Константинопольской православной церкви.

## Биография
Родился в 1818 году в малоазийском городе Магнисия. В 1836 году в возрасте восемнадцати лет был рукоположён в сан диакона митрополитом Эфесским Анфимом (Иоаннидисом).
Когда в 1845 году митрополит Анфим был избран Константинопольским патриархом, он взял с собой в Константинополь Агафангела, который в 1847 году становится архидиаконом.
В мае 1848 года был избран митрополитом Зворницким.
В 1852 году перенёс кафедру из Зворника в Дольну Тузлу, и после чего епархия стала именоваться Зворницко-Тузланской митрополией, хотя в официальных актах Константинопольского патриархата митрополия продолжала именоваться Зворницкой (Σβορνικίου), а Агафангел продолжал носить титул митрополита Зворницкого и экзарха Верхней Далмации.
Занимался духовным просвещением в своей епархии. Направляя на приходы вновь рукоположенных священников, митрополит Агафангел наказывал в первую очередь учить детей Закону Божию и рассматривал это как свою первейшую обязанность.
Летом 1858 года султан издал фирман о крестьянских повинностях. Священник Стоян Стойчевич из Жабара сказал, что народ верен Султану, но не может давать третину (третья часть дохода). За это турки заковали его и ещё 8 священников в кандалы и посадили в тюрьму. В тот же день в церкви Обудовцев состоялся молебен и договор о начале восстания. Вождём избран протоиерей из города Орашье Стеван Аврамович. Восстание было подавлено в том же году.
Митрополит Архангел также отказался платить 3-ю часть епархиального дохода турецкому правительству, за что в том же году был отозван в Константинополь, а в Сербии снискал благодарную память о себе.
30 июня 1859 года вместе с митрополитом Ксантопольским Кесарем был направлен Патриаршим экзархом в Прусскую митрополию.
13 мая 1861 года был избран митрополитом Филипийским, Драмским и Захненским вместо уклонившегося в католицизм Мелетия (Старавероса). 29 марта 1862 года отбыл в свою епархию.
25 мая 1872 года во время третьего патриаршества покровительствовавшего ему Анфима, был назначен митрополитом Эфесским вместо низложенного митрополита Паисия.
Многократно был членом Священного Синода в Константинополе. Дважды был местоблюстителем на Константинопольского патриаршего престола — в 1878 году — после смерти Иоакима II и в 1884 году — после отставки Иоакима III.
Как патриарший наместник в 1878 году во время Русско-турецкой войны вручил российскому послу князю Алексею Лобанову-Ростовскому письмо, адресованное Святейшему Синоду, в котором жаловался на литургической связи, поддерживаемые русскими военными священниками в Болгарии со священников Болгарской экзархии, на что Лобанов-Ростовский ответил, что не можете ожидать, что руссие священники установят тонкое различие между «православными» и «схизматиками», тем более что в стране есть только «схизматики».
Много раз был эфором Богословской школы на острове Халки. Скончался 26 апреля 1893 года в Константинополе.